# Aeroportul Beloyarsk
Aeroportul Beloyarsk (IATA: EYK, ICAO: USHQ) este un aeroport din Districtul autonom Hantî-Mansi, Regiunea Tiumen, Rusia ce deservește zona Beloiarski⁠(d). Aeroportul a fost tranzitat în 2021 de 70.879 de pasageri.
Situat la o altitudine de 24 m, aeroportul dispune de o singură pistă.